# Gligg records
gligg records war ein unabhängiges deutsches Plattenlabel, das auf experimentellen und Avantgarde Jazz, improvisierte Musik und Neue Musik spezialisiert und zwischen 2010 und 2017 aktiv war.
2010 hat der Musiker Martin Schmidt das Label in Schiffweiler im Saarland begründet. Das Saarland ist ein Gebiet mit einer langen Bergbaugeschichte, was das Plattenlabel im Namen widerspiegelt. Die Kunst und der Bergbau hatten laut der Website des Labels zwei Dinge gemeinsam: „Die harte Arbeit und im Dunkeln zu graben, und dabei noch unentdeckte Schätze ans Licht zu fördern.“ Als der saarländische Bergmann unter Tage ging, wünschte er immer „Gligg auf“ („Glück auf“). Daran erinnert der Name des Labels.
Das Label versammelte in seinem Katalog etwa fünfzig CDs (2017); als Künstler vertreten sind Tomas Ulrich, Christof Thewes, Olaf Rupp, Simon Camatta, Frederic Rzewski/Stefan Litwin, Paul Hubweber/DJ Sniff, Achim Kaufmann/Frank Gratkowski/Wilbert de Joode, Anette von Eichel, Sebastian Gramss/Barre Phillips, Jan Roder, Rudi Mahall, Willi Kellers, Oliver Steidle, Johannes Bauer oder Frank Paul Schubert/Uwe Oberg.